# Deniz Özer
Deniz Nadia Özer (* 2. März 1987 in Flörsheim am Main) ist eine deutsch-türkische Fußballspielerin.

## Karriere
Nach einer Saison in der 2. Bundesliga bei der zweiten Mannschaft des 1. FFC Frankfurt spielte Özer in der 1. Bundesliga für den FSV Frankfurt, den VfL Wolfsburg und die SG Wattenscheid 09. Letztere verließ sie in der Winterpause der Saison 2007/08 bereits nach einem Jahr wieder und schloss sich für eine Halbsaison der unterklassigen TGM SV Jügesheim in ihrer hessischen Heimat an. In der Folge spielte Özer für die SG Essen-Schönebeck erneut erstklassig, kam dort aber in drei Spielzeiten nur auf 24 Liga-Einsätze sowie zwei Spiele im DFB-Pokal. Im Sommer 2011 wechselte sie zurück zum 1. FFC Frankfurt, bei dem sie abermals Teil der zweiten Mannschaft war. In der Saison 2011/12 kam sie in allen 22 Ligaspielen ihres Teams zum Einsatz und erzielte zehn Treffer. Nach zwei Jahren bei der zweiten Mannschaft des 1. FFC Frankfurt wechselte sie zum Regionalliga-Südwest-Verein TSV Schott Mainz. Mit der ersten Frauenmannschaft des TSV Schott Mainz spielte sie als Kapitänin eine überragende Saison: Ohne Punktverlust errang die Mannschaft aufgrund des großen Abstands zum Tabellenzweiten am 12. April 2014 vorzeitig die Meisterschaft und sicherte sich mit dem Gewinn des Verbandspokals Südwest das „Double“. Doch die Freude über den vermeintlichen Aufstieg in die 2. Bundesliga währte nicht lange, da die Verantwortlichen offensichtlich den Termin zur Beantragung der Lizenz um einen Tag verpasst hatten. Ab dem Sommer 2017 folgte jeweils ein halbes Jahr bei Eintracht Frankfurt und dem Karlsruher SC, ehe sie sich dem SV Bretzenheim anschloss. Seit 2020 ist sie (Spieler?-) Trainerin der Frauen des Landesligisten SG Rheinhessen Ingelheim/Drais II.

## Persönliches
Ihr jüngerer Bruder Can Cemil Özer (* 1990) ist ebenfalls Fußballer und spielt in der Saison 2020/21 für den Oberligisten SV Alemannia Waldalgesheim.